# Bangladeshkrigen
Bangladeshkrigen (også kaldet Den pakistanske borgerkrig eller Bangladeshs løsrivelseskrig) (bengali: মুক্তিযুদ্ধ; Muktijuddho eller বাংলাদেশের স্বাধীনতা যুদ্ধ; urdu: جنگ آزادی بنگلہ دیش; hindi: बांग्लादेश मुक्ति युद्ध), og efter Indiens intervention Den indisk-pakistanske krig i 1971 eller Den tredje indisk-pakistanske krig) var en krig, der blev udkæmpet i 1971 mellem Østpakistan (det nuværende Bangladesh, tidligere kendt som Østbengalen), og senere også Indien, mod Vestpakistan. Krigen endte med et vestpakistansk nederlag og førte til, at det oprindelige Pakistan blev delt, da den østlige del af landet blev uafhængigt som Folkerepublikken Bangladesh.

## Baggrund
Pakistan havde opnået uafhængighed fra Britisk Indien den 14. august 1947, da de muslimsk dominerede provinser i Britisk Indien erklærede sig uafhængige. Provinserne var beliggende i den nordvestlige del af Britisk Indien (det nuværende Pakistan) og den østlige provins Østbengalen, der var adskilt med ca. 1.600 kilometer fra de vestlige provinser. Pakistan bestod herefter af to områder; et Østpakistan og et Vestpakistan med omtrent lige stor befolkning, men med forskellig kultur, selvom begge områder var muslimske. Den politiske magt var koncentreret i Vest, hvilket indebar, at der i Øst opstod utilfredshed med regimet i Islamabad.
Forholdet mellem de to dele af Pakistan blev yderligere forværret i 1970, da Awami League, det største Østpakistanske politiske parti, ledet af Sheikh Mujibur Rahman, vandt en jordskredssejr ved de nationale valg i Pakistan. Partiet vandt 167 af de 169 pladser, der var tildelt Østpakistan, og partiet havde derved absolut flertal blandt Nationalkongressens 313 medlemmer. Dette betød, at Awami League efter Pakistans forfatning havde ret til at danne regering. Lederen af det Vestpakistanske Pakistan Peoples Party, Zulfikar Ali Bhutto nægtede imidlertid Rahman at tiltræde som Pakistans premierminister. Bhutto foreslog i stedet, at Pakistan fik to Premierministre, én for hver af de to områder. Forslaget medførte forargelse og vrede i Østpakistan, der allerede var utilfredse med det af Vestpakistan indførte "One Unit Scheme", der til skade for Østpakistans interesser sammenlagde de tre vestlige provinser til én samlet provins (nemlig Vestpakistan) og derved reducerede Østpakistans muligheder for at gøre sine interesser gældende inden for Pakistan. Bhutto afviste også Rahmans "Seks punkter", som Rahman krævede opfyldt, der i realiteten ville gøre Pakistan til en forbundsstat med to autonome delstater. De to ledere mødtes den 3. marts 1971 sammen med Pakistans præsident, general Yahya Khan i Dhaka for at afgøre landets skæbne. Forhandlingerne førte ikke til en løsning, og Sheikh Mujibur Rahman opfordrede til en nationalstrejke. Bhutto frygtede en borgerkrig og opnåede derfor en aftale med Rahman om, at der skulle dannes en koalitionsregering med Rahma som premierminister og Bhutto som præsident. Denne udvikling var imidlertid ikke afstemt med Pakistans militære ledelse.
Begivenhederne spidsede yderligere til, da Sheikh Mujibur Rahman (den kommende premierminister) den 7. marts 1971 holdt tale på The Racecourse Ground (i dag Suhrawardy Udyan). I talen fremsatte Sheik Mujibur Rahman fire betingelser for at godkende mødet i Nationalforsamlingen den 25. marts:
1. Omgående ophævelse af undtagelsestilstanden.
2. Omgående tilbagetrækkelse af alle militære styrker til kasernerne.
3. En undersøgelse af de begivenheder, der havde ledt til tab af menneskeliv under urolighederne.
4. Omgående overførsel af magten til de valgte repræsentanter forinden mødet i nationalforsamlingen den 25. marts.

I talen opfordrede Rahman "sit folk" til at gøre hvert et hus til et fort af modstand. Han afsluttede talen med at fastslå, at "Vor kamp er for vor frihed. Vor kamp er for vor uafhængighed". Talen den 7. marts 1971 anses at være et af de væsentligste momenter, der inspirerede Østpakistan til at kæmpe for uafhængighed. Umiddelbart efter Rahmans tale blev den vestpakistanske general Tikka Khan fløjet til Østpakistan for at blive indsat som Guvernør for Østbengalen. Østpakistanske dommere nægtede dog at indsætte Khan i embedet.
Mellem den 10. og den 13. marts aflyste Pakistan International Airlines alle flyselskabets internationale ruter for i stedet i hast at flyve "regeringspassagerer" til Østpakistan. Disse "regeringspassagerer" var for den alt overvejende del vestpakistanske soldater i civil.
Den 16. marts 1971 påbegyndte Sheik Mujibur Rahman forhandlinger med Pakistans leder, general Yahya Khan om Østpakistans rolle i et forenet Pakistan og mulighederne for en løsrivelse. Forhandlingerne førte dog ikke til ophør af urolighedernne, og den 19. marts åbnede pakistanske tropper ild mod demonstranter og dræbte 50 personer i Jaydevpur. Senere, den 24. marts, udbrød omfattende uroligheder, hvor pakistansk militær dræbte op mod tusinde mennesker.
Dagen efter de voldelige uroligheder indledte Pakistans hær den 25. marts 1971 Operation Searchlight i Østpakistan, hvor politiske aktivister, studerende, intellektuelle og bengalske medlemmer af hæren og politiet blev angrebet. Formålet med Operation Searchlight var at kvæle den Østpakistanske frihedsbevægelse.
Dagen efter iværksættelsen af Operation Searchlight erklærede Sheik Mujibur Rahman den 26. marts 1971 Østpakistan for uafhængigt. Rahman blev kort efter arresteret af Pakistanske styrker. Den 26. marts er i dag Bangladeshs Uafhængighedsdag.

## Den militære konflikt
Operation Searchlight medførte med en midlertidig vestpakistansk militær besættelse af Østpakistan og førte til, at omkring ti millioner bengalere flygtede fra Østpakistan til de østlige provinser i Indien. Den Pakistanske hærs brutale fremfærd i Østpakistan førte hurtigt til etableringen af en modstandsbevægelse bestående af deserterede bengalske soldater, paramilitære og civile. Modstandsbevægelsen blev kaldt Mukti Bahini (bengali: মুক্তি বাহিনী – "befrielseshæren") og fik Muhammad Ataul Gani Osmani som øverstkommanderende. Mukti Bahini brugte guerillakrigsførelse til at kæmpe mod den vestpakistanske hær. Den 17. april 1971 blev etableret en provisorisk exil-regering for Østpakistan.
Indien havde som følge af konflikten modtaget millioner af flygtninge fra Østpakistan, hvilket var en medvirkende faktor til, at Indien blev draget ind i konflikten. Den 15. maj 1971 blev Indiens støtte til Mukti Bahini officiel, og Indien støttede herefter bevægelsen økonomisk, diplomatisk og militært. Blandt andet som følge af den indiske støtte blev der i løbet af sommeren gradvist etableret egentlige hærenheder i Østpakistan, og der blev således etableret et luftvåben i september måned, og i november måned blev etableret en flåde. Indien blev i oktober og november 1971 yderlige involveret i konflikten som følge af en række grænsetræfninger ved grænsen til Østpakistan, og den 21. november 1971 etableredes et egentligt militært samarbejde mellem Indien og Østpakistan under hærenheden Mitro Bahini. Krigens eskalering medførte, at Pakistan den 3. december 1971 indledte et større flyangreb på 11 indiske flybaser og radarstationer i den vestlige del af Indien. Operationen, der blev benævnt Operation Djengis Khan, medførte, at Indiens Premierminister Indira Gandhi samme aften i en radiotale til nationen meddelte, at Pakistans angreb var at betragte som en krigserklæring, og Pakistans angreb blev således begyndelsen på Den tredje indisk-pakistanske krig. Indien besvarede de pakistanske flyangreb med massive gengældelsesangreb.
Krigen mellem Indien og Pakistan blev kortvarig, og blev afsluttet allerede den 16. december 1971, da Pakistan kapitulerede. Ved kapitulationen blev også krigen i Østpakistan afsluttet. Over 90.000 pakistanske tropper blev taget som krigsfanger; det største antal siden 2. verdenskrig.
Krigen var en humanitær katastrofe for befolkningen i Østpakistan. Udover adskillige dræbte civile som følge af krigshandlinger og regulære massakrer omkom mange som følge af omfattende hungersnød og sygdomme udløst af krigshandlingerne. Ex-Beatlen George Harrison forsøgte at skabe opmærksomhed ved afholdelsen af en støttekoncert for ofrene og efterfølgende udgivelse af live-albummet The Concert for Bangladesh.

## Forholdet til supermagterne
Konflikten fandt sted under Den kolde krig, hvilket medførte, at såvel USSR som USA samt Kina viste bevågenhed for konflikten. Indien blev støttet af USSR, hvorimod Pakistan blev støttet af USA og Kina. USA sendte i december 1971 flådefartøjer med hangarskibet USS Enterprise til Den Bengalske Bugt, hvilket fik USSR til tilsvarende at dirigere flådefartøjer til området.

## Eksterne links
- Hjemmeside om Operation Searchlight (engelsk)
- Liberation War Museum Arkiveret 20. august 2010 hos  Wayback Machine (engelsk)

- Wikimedia Commons har flere filer relateret til Bangladeshkrigen